# Ngựa Karachay
Ngựa Karachay là một giống ngựa được phát triển ở miền Bắc Kavkaz. Giống ngựa này có nguồn gốc từ vùng cao Karachay, nơi sông Kuban thường dâng nước lên. Karachay được đăng ký với số 9354442 (nhà tạo giống № 1278) trong tạp chí chính thức của Bộ Nông nghiệp Liên bang Nga (Moscow 2016). Chúng được phát triển bằng cách lai giống những con ngựa trong khu vực với những con ngựa đực có nguồn gốc từ phía đông. Ngựa Karachay thường được tập trung ở vùng núi non hiểm trở, nơi có sự thay đổi lớn về nhiệt độ và độ ẩm, và trú đông ở chân đồi và đồng bằng với một ít thức ăn cỏ khô. Những điều kiện này làm cho giống ngựa Karachay trở nên mạnh mẽ và cứng cáp.

## Lịch sử
Karachay là một giống ngựa cưỡi có nguồn gốc từ các khu vực phía tây bắc của dãy núi Kavkaz. Nó lần đầu tiên được nhân giống để sử dụng trong quân đội và nhiều hơn trong nông nghiệp. Nó đã được người Karachay nhân giống vào khoảng thế kỷ 14-15 trong điều kiện khí hậu và địa lý của Bắc Kavkaz.
Giống ngựa Karachay được người châu Âu biết đến ít nhất từ thế kỷ 18. Vào cuối thế kỷ 19, có những trang trại ngựa giống địa phương ở Karachay nơi một số đàn bao gồm 500-1000 con ngựa. Vào đầu thế kỷ 20, Karachay đã đóng một vai trò quan trọng, cung cấp cho hầu hết các trung đoàn của quân đội Kuban Cossack với các cá thể ngựa chiến. Mỗi năm Karachay bán được khoảng 10 nghìn con ngựa.
Năm 2008, có khoảng 20 000 con ngựa giống này ở Karachaevo-Cherkessiya.